# Heinrich Raskin
Heinrich Raskin (* 17. Juli 1902 in Köln; † 31. Juli 1990 in Baden-Baden) war ein deutscher Kommunalpolitiker (CDU) und von 1949 bis 1963 Oberbürgermeister von Trier.

## Leben
Heinrich Raskin wurde als eines von fünf Kindern des Postschaffners Bernhard Josef Raskin (* 25. Januar 1871; † 10/25. Juni 1925 in Köln) und seiner Frau Johanna Katharina Henriette Raskin, geb. Giesen (* 12. April 1874 in Bergisch Gladbach; † 23. Oktober 1961 in Köln) geboren. Er wuchs in Köln-Ehrenfeld und im Kölner Zentrum in der Werderstraße mit seinen Geschwistern auf und musste gemeinsam mit seinem älteren Bruder Adolf nach dem frühen Tod des Vaters auch finanzielle Verantwortung für die jüngeren Geschwister mit übernehmen.
Nach dem Studium der Rechts- und Wirtschaftswissenschaften war er von 1930 bis 1936 in der Stadtverwaltung Köln tätig und von 1936 bis 1945 bei der Deutschen Verkehrsgesellschaft Berlin. Während des Zweiten Weltkriegs floh Raskin nach Engelskirchen, wo er von den Besatzungsmächten am 4. Mai 1945 als Amtsbürgermeister des Amtes Engelskirchen eingesetzt wurde. Seine Amtszeit endete im Oktober 1946, da er zum Oberstadtdirektor von Rheydt gewählt worden war. 1949 wurde er der erste hauptamtliche Trierer Oberbürgermeister nach dem Zweiten Weltkrieg. „Er war der Oberbürgermeister des Trierer Wiederaufbaus.“ Hervorzuheben ist auch, dass Raskin 1960 die Herausgabe eines Faksimiledrucks der Handschrift „Codex Egberti“ der Stadtbibliothek Trier durchsetzte.

## Ehrungen
Die Stadt Trier erinnert mit der „Heinrich-Raskin-Straße“ an ihn.

## Schriften
- Heinrich Raskin: Die Verfassungswidrigkeit der Zwangsinnungen. Köln 1929 (Köln, Rechtswiss. Diss., 1928).
- Heinrich Raskin: Ansprachen und Reden zur Jahrtausend-Feier des Marktkreuzes zu Trier am 29. Juni 1958. Lintz, Trier 1958.